# Неджо
Неджо (італ. Neggio) — громада  в Швейцарії в кантоні Тічино, округ Лугано.

## Географія
Громада розташована на відстані близько 155 км на південний схід від Берна, 26 км на південний захід від Беллінцони.
Неджо має площу 0,9 км², з яких на 22,9% дозволяється будівництво (житлове та будівництво доріг), 10,8% використовуються в сільськогосподарських цілях, 65,1% зайнято лісами, 1,2% не є продуктивними (річки, льодовики або гори).

## Демографія
2019 року в громаді мешкало 324 особи (-0,9% порівняно з 2010 роком), іноземців було 13%. Густота населення становила 364 осіб/км².
За віковим діапазоном населення розподілялося таким чином: 17% — особи молодші 20 років, 62,3% — особи у віці 20—64 років, 20,7% — особи у віці 65 років та старші. Було 137 помешкань (у середньому 2,3 особи в помешканні).